# Hieracium pilosum
Hieracium pilosum là một loài thực vật có hoa trong họ Cúc. Loài này được Froel. mô tả khoa học đầu tiên năm 1838.